# Minette Wilson
Minette Wilson es una deportista jamaicana que compitió en atletismo adaptado. Ganó cinco medallas en los Juegos Paralímpicos de Verano en los años 1980 y 1988.

## Palmarés internacional
| Juegos Paralímpicos | Juegos Paralímpicos   | Juegos Paralímpicos | Juegos Paralímpicos |
| Año                 | Lugar                 | Medalla             | Prueba              |
| ------------------- | --------------------- | ------------------- | ------------------- |
| 1980                | Arnhem (Países Bajos) | Medalla de oro      | Maza 1B             |
| 1980                | Arnhem (Países Bajos) | Medalla de bronce   | Peso 1B             |
| 1988                | Seúl (Corea del Sur)  | Medalla de oro      | Jabalina 1B         |
| 1988                | Seúl (Corea del Sur)  | Medalla de bronce   | Disco 1B            |
| 1988                | Seúl (Corea del Sur)  | Medalla de bronce   | Peso 1B             |